# Субботін Леонід Васильович
Леонід Васильович Субботін (26 травня 1936 — 1 січня 2019) — український науковець, педагог, вчений-археолог, колекціонер-філателіст, творець і засновник  історико-етнографічного музею у місті Болград. Значно сприяв збереженню історичної пам'яті Болградщини. В 2019 році посмертно присвоєно звання «Почесний громадянин міста Болград».

## Життєпис
Народився 26 травня 1936 року в Ростові-на-Дону. Мати була митцем, батько — військовослужбовцем, тому дитинство минуло «в подорожах». Тяжке воєнне та повоєнне дитинство пройшло, головним чином, на Далекому Сході (у перший клас він пішов 1943 року в м. Владивосток) та в Середній Азії (Киргизія). Від 1946 року сім'я проживає в Україні: деякий час у Донецькій області (Трудовське), а потім на Одещині — села Новоселівка та Делень Арцизського р-ну, м. Білгород-Дністровський, м. Рені, де у 1953 році в СШ № 2 Леонід одержав Атестат зрілості.
Почав свій трудовий шлях в місті Рені лаборантом кабінету фізики і хімії. Мав хист до малювання, тому став студентом Одеського художнього училища ім. Грекова, звідки був призваний до лав Радянської армії.
У 1960 році одружився з випускницею Київського будівельного технікуму Ольгою Миколаївною Матвієнко. У шлюбі народилось двоє дітей — син Олег та донька Аеліта.

## Дослідження та доробок
Після демобілізації працював спочатку на комсомольській роботі, а потім викладачем історії, креслення та малювання в Болградській школі № 2 на Одещині, а також керував районним Будинком піонерів і школярів, де створив історико-археологічний клуб «Юний археолог». Зі школярами в експедиціях відкрив на території Болградського та сусідніх районів два слов'янських поселення Х-ІХ століть до н. е., дев'ять поселень епохи пізньої бронзи. Серед учнів Леоніда Васильовича — відомий дослідник у галузі античної археології Михайло Агбунов. За роки життя і роботи в Болграді Субботін брав участь у багатьох цікавих експедиціях і археологічних розкопках поселень на Одещині.
Всього за час життя Леонідом Васильовичем відкрито 255 поселень, під його керівництвом досліджені 334 кургани. Це — третина від загальної кількості курганних пам'яток, розкопаних в Одеській області за всі роки досліджень з середини ХІХ століття.
Краєзнавча діяльність Л. В. Субботіна була проявом його давньої зацікавленості минулим рідного краю — від часів «освоєння» ним, ще школярем, загадкової Білгород-Дністровської фортеці та її околиць. І доля невпинно вела його до головної мети — археології. 1961 р. він бере участь у шурфовках, а в 1962—1963 рр. — у розкопках багатошарового Болградського поселення, які провадила Молдавська археологічна експедиція АН СРСР під керівництвом Т. С. Пассек та К. К. Черниш. Знайомство з цими відомими дослідниками, а також з молодим, але вже тоді знаним археологом, співробітником Одеського археологічного музею, І. Т. Черняковим, і визначило подальшу долю Леоніда Субботіна та невдовзі після створення Одеського археологічного товариства (1959), він стає його активним членом.
З 1961 по 1969 рік Леонід Васильович створив і очолив Болградський історико-етнографічний музей. Цей музей став одним із кращих районних музеїв Одеської області і отримав почесне звання «Народний». Зараз це філіал Одеського історико — краєзнавчого музею. Працюючи в музеї, Л. В. Субботін не припиняв брати участь в польових дослідженнях та археологічних експедиціях.
1963 року проводить у Болградському р-ні перші самостійні археологічні розвідки, які продовжував і надалі (в основному — в Придунайських районах). У 1964—1966 рр. бере активну участь у роботах щойно створеної на чолі з М. М. Шмаглієм Дністро-Дунайської новобудовної експедиції ІА АН УРСР. Саме ця експедиція започаткувала систематичне й масове дослідження курганних старожитностей Буджацького степу. 1966 р. Субботін уперше отримав Відкритий лист на право проведення археологічних розкопок і в 1966—1969 рр. досліджував кургани та поселення у м. Болград, поблизу сіл Городнє, Залізничне, Жовтневе, Виноградівка та Нагірне (Болградський та Ренійський р-ни). 1967 р. він також брав участь у розкопках поселення Криничне, які проводила Прутсько-Дністровська експедиція ІА АН СРСР на чолі з Г. Б. Федоровим.
У 1967 році він закінчив історичний факультет ОДУ, навчався в аспірантурі та захистив кандидатську дисертацію «Болградський локальний варіант енеолітичної культури Гумельниця» і став основним вітчизняним дослідником даної культури.
Після закінчення аспірантури Леонід Васильович працював науковим співробітником в Одеському археологічному музеї, де  до виходу на наукову пенсію був головним зберігачем фондів — очолював відділ наукової обробки та зберігання матеріалів.
Результатом польових робіт та досліджень Леоніда Васильовича стали публікації  близько ста науково-популярних статей в періодичних виданнях та 150 наукових праць (деякі — в Росії, Молдові, Румунії, Болгарії, Франції та США), 10 з яких -  монографічні, має профіль в Google scholar. До цього потрібно додати 29 наукових звітів, що зберігаються в архівах Одеського археологічного музею та ІА НАН України.
Крім археології, у Л. В. Субботіна є ще одна велика любов — філателія. Більше 50-ти років, починаючи з польоту Юрія Гагаріна в космос, Леонід Васильович колекціонує філателістичні матеріали на космічну тематику. Спираючись на свою колекцію, він пише дослідницькі статті, багато років співпрацює з цілою низкою музеїв України і Росії, щедро ділиться з ними «космічними» марками і конвертами. За пропаганду і популяризацію космонавтики у 1981 році Леонід Васильович був нагороджений Дипломом федерації космонавтики СРСР, підписаним П. Р. Поповичем, а в 2011 році йому була вручена медаль Російської Федерації «50 років космонавтики». Його колекція по космонавтиці є однією з найкращих в Україні.
Активну участь у польових дослідженнях та камеральних роботах археологічних експедицій не припинив і після виходу на пенсію. Зокрема, працюючи у складі Нижньодунайської експедиції (керівник І. В. Бруяко) продовжує досліджувати матеріали різних епох (від енеоліту до середньовіччя), отримані на селищі та на ґрунтових могильниках біля села Орлівка.
Звання «Почесний громадянин міста Болград» присвоєно у 2019 году, посмертно.